# Västvindbältena

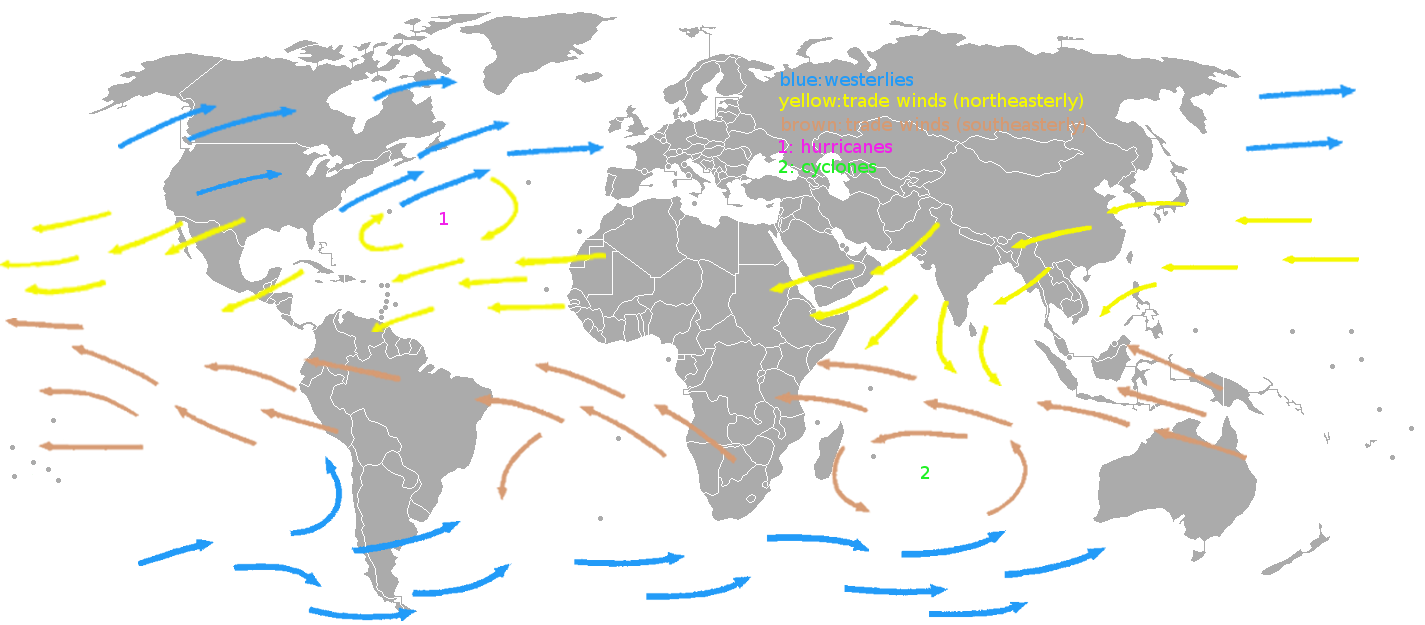
Västvindbältena markeras av blå pilar, medan passadvindarna markeras av gula pilar.

Västvindbältena betecknar de områden på jorden mellan cirka 35 och 75 graders nordlig eller sydlig breddgrad där västliga vindar dominerar under året.
Från de subtropiska högtrycksområdena strömmar luft efter jordytan inte endast mot ekvatorn utan också mot polerna. Mötet mellan tropik- och polarluftmassor i polarfronten äger rum i en huvudsaklig strömningsriktning väster-öster på grund av Corioliseffekten.
Blandningen i luftmassorna sker i oväderscentra eller i cyklonernas olika utvecklingsskeden.